# Tian guan ci fu (serie animata)
Tiān Guān Cìfú (cinese semplificato: 天官赐福, pīnyīn: Tiān Guān Cìfú, ita: La benedizione dell'ufficiale divino) è un dònghuà basato sull'omonimo romanzo cinese scritto dall'autrice Mò Xiāng Tóng Xiù. È prodotto da Bilibili e Haoliners Animation League.
È distribuito da Bilibili ed è disponibile su YouTube, Funimation, AnimeLab e Netflix.
La prima stagione ha debuttato il 31 ottobre 2020 e si è conclusa il 2 gennaio 2021. La seconda stagione è uscita il 18 ottobre 2023.

## Trama
Dopo essere asceso al cielo per la terza volta, Xiè Lián dovra riuscire a ristabilire la propria reputazione come divinità. Durante i suoi incarichi, scoprirà molti scandali e verità nascoste riguardanti gli altri ufficiali divini, fino a trovarsi nuovamente faccia a faccia con un antico nemico. Per sua fortuna, lungo la strada ritroverà anche vecchi e nuovi alleati, tra cui qualcuno che lo ha atteso per ottocento anni.

### Prima stagione (2020)
| Episodi | Titolo      | Trasmissione     |
| 1 | Episodio 1  | 31 ottobre 2020  |
| Dovendo ripagare i danni che ha fatto con la sua terza ascesa al Cielo, Xiè Lián discende nel mondo dei mortali per risolvere il caso di uno sposo fantasma che rapisce le spose sul Monte Yǔjūn. Xiè Lián organizza un piano per riuscire a catturarlo con l'aiuto di due ufficiali divini di basso rango, Fú Yáo e Nán Fēng. |             |                  |
| 2 | Episodio 2  | 31 ottobre 2020  |
| La portantina in cui viaggia Xiè Lián travestito da sposa viene attaccata nei boschi. Xiè Lián congeda i suoi accompagnatori e viene salvato da un uomo misterioso vestito di rosso, grazie al quale riesce a trovare un tempio di Míng Guāng tra i monti. |             |                  |
| 3 | Episodio 3  | 7 novembre 2020  |
| Xiè Lián trova ciò che resta delle spose rapite. Durante la sua indagine, la situazione degenera anche a causa dell'arrivo di alcuni abitanti del villaggio. Xiè Lián e Nán Fēng capiscono che il demone con cui hanno a che fare è una sposa e non uno sposo. |             |                  |
| 4 | Episodio 4  | 14 novembre 2020 |
| Nonostante le interferenze delle persone del villaggio, Xiè Lián riesce a catturare la sposa fantasma, che si rivela essere la Generalessa Xuān Jī. Xuān Jī era impazzita lasciandosi guidare dalla sua ossessione per il Generale Péi Míng. Dopo la sua cattura, Xiè Lián seppellisce Xiǎo Yíng, la ragazza che lo aveva aiutato con il travestimento, ma rimane sconvolto nel vedere i segni di un'antica malattia sul volto dell'amico della ragazza.                                                                   |             |                  |
| 5 | Episodio 5  | 21 novembre 2020 |
| Xiè Lián fa rapporto sulla sua missione. Nei Cieli si discute del coinvolgimento del Demone Verde Qī Róng nella vicenda, Xiè Lián scopre dell'esistenza delle Quattro Grandi Calamità e l'identità dell'uomo in rosso, Huā Chéng. Terminata la riunione con le altre divinità, Xiè Lián torna nel mondo dei mortali per costruirsi un tempio e trovare nuovi fedeli. Qui incontra il giovane Sān Láng. |             |                  |
| 6 | Episodio 6  | 28 novembre 2020 |
| Sān Láng si rivela essere un esperto di divinità e demoni, lui e Xiè Lián parlano a lungo e il dio ne approfitta per chiedere informazioni riguardo al re demone Huā Chéng. Quando vengono infastiditi da un gruppo di demoni, Xiè Lián non si accorge che questi scappano alla vista di Sān Láng e, dato che il ragazzo dice di aver lasciato la propria casa, lo invita nel proprio tempio. |             |                  |
| 7 | Episodio 7  | 5 dicembre 2020  |
| Xiè Lián, Sān Láng, Nán Fēng e Fú Yáo si dirigono a Bànyuè attirati dalle parole di un fantoccio. Durante il viaggio, Nán Fēng e Fú Yáo, non fidandosi di Sān Láng, cercano di metterlo alla prova, ma ogni tentativo sembra fallire. All'improvviso, mentre sono nel deserto, vengono raggiunti da un'improvvisa tempesta di sabbia. |             |                  |
| 8 | Episodio 8  | 12 dicembre 2020 |
| Il gruppo trova riparo in una caverna in cui incontrano anche un gruppo di mercanti. Nella caverna il gruppo trova una lapide che riporta la storia di un certo generale Huā. Il momento di pace termina quando vengono attaccati dai serpenti scorpione. Uno dei mercanti viene ferito dal serpente e l'unica pianta che può fornire l'antidoto si trova nel regno di Bànyuè. Xiè Lián e i suoi compagni, insieme alla guida del gruppo di mercanti, si recano verso la città dove incontrano anche due misteriose donne. |             |                  |
| 9 | Episodio 9  | 19 dicembre 2020 |
| Mentre cercano l'erba medicamentosa, Xiè Lián e Sān Láng incappano in alcuni dei mercanti che li hanno seguiti. Vengono catturati dai soldati fantasma di Bànyuè e rischiano di essere gettati in una fossa dove altri demoni sono pronti a divorarli. Per evitare che Xiè Lián venga buttato di sotto, Sān Láng si butta di sua iniziativa. |             |                  |
| 10 | Episodio 10 | 26 dicembre 2020 |
| Xiè Lián si lancia dietro di lui, trascinando con sé il Generale Kè Mó, il comandante dei soldati fantasma che li hanno catturati. Sān Láng afferra Xiè Lián al volo e per un momento il suo aspetto sembra mutare. Il Generale Kè Mó racconta la caduta del regno di Bànyuè dal suo punto di vista. |             |                  |
| 11 | Episodio 11 | 2 gennaio 2021   |
| Durante lo scontro tra il Generale Kè Mó e Sān Láng, i tre vengono raggiunti dalla guóshī di Bànyuè. Quando la ragazza riconosce Xiè Lián, si scopre che il generale Huā di cui parlava la lapide nella caverna, non era altri che lo stesso Principe Ereditario. Anche Fú Yáo si unisce al gruppo. |             |                  |
| 12 | Episodio 12 | 14 gennaio 2021  |
| I serpenti scorpione attaccano il gruppo, ma non è opera della guóshī, che non riesce più a controllarli a dovere. Fú Yáo dubita immediatamente di Sān Láng, ma presto si scopre che la guida dei mercanti non era altri che il Giovane Péi sotto mentite spoglie ed è stato proprio quest'ultimo ad attaccarli. La realtà riguardante la caduta del regno di Bànyuè viene finalmente rivelata. |             |                  |

### Episodio speciale (2021)
| Episodi | Titolo      | Trasmissione     |
| 13 | Episodio 13 | 16 febbraio 2021 |
| Xiè Lián e Sān Láng tornano a casa e Xiè Lián rivela all'amico di sapere che lui in realtà è Huā Chéng. I due parlano per il resto della sera e Xiè Lián assicura di non essere preoccupato né sorpreso dalla vera identità di Sān Láng. Durante la loro conversazione, Huā Chéng promette a Xiè Lián di mostrargli la propria vera forma la prossima volta che si vedranno. Il giorno dopo Xiè Lián si sveglia da solo, ma trova l'anello di Sān Láng appeso al proprio collo. |             |                  |

## Colonna sonora
|    | Titolo                                | Musica       | Testo                      | Cantante     | Durata |
| -- | ------------------------------------- | ------------ | -------------------------- | ------------ | ------ |
| 1. | No Parting (无别)                     | Tán Xuán     | Hé QǐHóng                  | Zhāng XìnZhé | 04:21  |
| 2. | One Flower, One Sword (一花一劍)      | Yáng BǐngYīn | Wáng XiǎoQiàn, Shēn MíngLì | Lǐ XīnYī     | 03:40  |
| 3. | Red Supreme (红绝)                    | Yáng BǐngYīn | Wáng XiǎoQiàn, Shēn MíngLì | Hú Xià       | 04:27  |
| 4. | The Ballad of Lián and Chéng (怜城辞) | Jinwoo Choi  | Zhèng ZhìHuàn              | Lù Hán       | 04:59  |